# Фелчинг
Фелчингът е термин, който описва акта на изсмукване на спермата, която веднъж е попаднала във вагината или ануса на партньора, в случай че тя принадлежи на трети участник в играта. Фелчингът доставя удоволствие на някои сексуални роби като акт на подчинение. Понякога жената кляка върху лицето на мъжа и така позволява семенната течност да изтече в устата му, а другите прилагат обичайната поза на кунилингус.